# Parque nacional Iztaccíhuatl-Popocatépetl
El parque nacional Iztaccíhuatl-Popocatépetl (a veces denominado parque nacional Iztaccíhuatl-Popocatépetl Zoquiapan y parque nacional Iztaccíhuatl-Popocatépetl, Zoquiapan y Anexas ),  es una de las primeras áreas naturales protegidas por el gobierno de México . 
Está asentado en la Reserva de la biosfera Los Volcanes de las faldas y conos de la Sierra Nevada, rodeado de bellos parajes y bosques de pino, encino y oyamel donde habitan venados de cola blanca, gallinas de monte, teporingos y charas, entre otras muchas especies.
En la cosmovisión de las culturas indígenas de México estos volcanes son considerados seres vivos, con un pasado protagónico divino y heroico. 
El nacimiento del Iztaccíhuatl y el Popocatépetl ha dado origen a numerosas leyendas, incluyendo la del idilio de los volcanes, que se remonta a la época prehispánica.
Forma parte de la red mundial de reservas de la biosfera de la UNESCO desde 2010, aunque bajo la denominación "Los Volcanes".

## Historia
El parque nacional Iztaccíhuatl Popocatépetl es una de las áreas protegidas más antiguas de México. Fue creado por el presidente Lázaro Cárdenas el 8 de noviembre de 1935 con el fin de proteger las cuencas altas hidrográficas que abastecen de agua a los valles de México, Puebla-Tlaxcala y Morelos, la macrorregión más poblada del país; así como para conservar los suelos, los bosques, la flora y fauna del lugar, así como para preservar su extraordinaria belleza paisajística.
Protege una superficie de 39 819 ha donde se localizan dos célebres montañas de las cuales recibe su nombre: el Popocatépetl, que en lengua náhuatl significa “cerro que humea” (popoca, que humea y tepetl, montaña, monte o cerro), y la Iztaccíhuatl, “mujer blanca” iztac, blanca, cíhuatl, mujer, que son la segunda y tercera cumbres más altas del país.
Estos colosos, que se erigen entre la historia y la leyenda, han sido, desde tiempo inmemorial, la imagen por excelencia del paisaje natural mexicano.

## Geografía
El parque nacional forma parte de la Sierra Nevada, un macizo montañoso de alrededor de 100 km que va de norte a sur separando las cuencas de México y Puebla; esta serranía se localiza en la parte centro-oriental del Eje Volcánico Transversal o Eje Neovolcánico, una cordillera que cruza el país de costa a costa, cercana al paralelo 19° N. 
El área natural protegida está delimitada por las siguientes coordenadas geográficas: límite extremo norte 98° 40’ 18” y 19° 28’ 2”; límite extremo oeste 98° 46’ 40” y 19° 20’ 29”; límite extremo este 98° 37’ 28” y 19° 16’ 16”; límite extremo sur 98° 40’ 27” y 19° 14’ 36”; en el área limítrofe de los estados de Tlaxcala, México, Puebla y Morelos, e incluye 22 municipios.
Hacia el poniente se encuentran la Ciudad de México y el valle de Chalco, una de las regiones más pobladas del planeta; hacia el oriente las ciudades de Puebla, Atlixco, Izúcar de Matamoros y Texmelucan; y hacia el sur las ciudades de Cuernavaca, Cuautla y Yautepec.

### Reserva de la biosfera Los Volcanes
El primero de junio de 2010 el Consejo Internacional de Coordinación del Programa del Hombre y la Biosfera (MaB) de la UNESCO, designó a esta área protegida como Reserva de la Biosfera Los Volcanes, la cual abarca una superficie de 171 774 ha.
La Reserva comprende 22 municipios de cuatro estados.
- Tlaxcala con 8,488 hectáreas en dos municipios; Calpulalpan y Nanacamilpa de Mariano Arista.

- Estado de México: 77,005 hectáreas en ocho municipios;

Tepetlaoxtoc,
Texcoco, Ixtapaluca, 
Chalco, Tlalmanalco, 
Amecameca, 
Atlautla y Ecatzingo. 
- Puebla 53,662.28 hectáreas en 10 municipios;

Santa Rita Tlahuapan
(Tlahuapan), 
San Felipe Teotlalcingo, Calpan,, San Salvador el Verde, Chiautzingo, Huejotzingo, San Nicolás de los Ranchos,
Tianguismanalco, 
Atlixco y Tochimilco. 
- Morelos 3,657 hectáreas dos municipios. Ocuituco y

Tetela del Volcán, en el estado de Morelos.
La zona núcleo de la Reserva de Biosfera (casi todo el Parque Nacional Izta-Popo). Son terrenos nacionales producto 
de la declaratoria como Parque Nacional. En esa zona no hay intervención de las
comunidades y el uso del suelo está destinado exclusivamente a la 
conservación y preservación de los procesos naturales. Tiene una 
superficie de 28,771.182 hectáreas.
La zona de amortiguamiento abarca 57,767 hectáreas. Es una zona de bosques manejada por ejidos y comunidades y contiene la mayor biodiversidad. En ella sólo 
pueden tener lugar actividades compatibles con la conservación y la silvicultura sostenible. Ahí se asientan 23 comunidades de los 
22 municipios: 14 de esas comunidades son pequeñas rancherías 
de menos de cien habitantes, seis sobrepasan los mil habitantes y tres son desconocidas.
La zona exterior de transición tiene 85,235 hectáreas. El régimen de 
propiedad es variado: pequeña propiedad, ejidos y comunidades 
agrarias. Es la zona donde se asientan la mayor parte de las 
comunidades y la de mayor amenaza por la expansión de la 
mancha urbana en el lado del Estado de México. 
Antiguamente fue 
una zona boscosa. 
El Ordenamiento Ecológico del Volcán Popocatépetl y su Área de Influencia, visualiza la reconversión de 
las actividades productivas en esa zona conforme lo determina la 
vocación del suelo como plantaciones de árboles frutales y plantaciones 
comerciales de pinos.

## Relieve
El origen de la Sierra Nevada se remonta a varios millones de años, cuando el acomodamiento de las placas tectónicas y numerosos eventos volcánicos dieron lugar a cañones, laderas, sierras sinuosas, lomeríos altos y escarpados, valles intermontanos, pequeñas altiplanicies, profundas barrancas y cañadas que hoy conforman el paisaje natural. 
Las elevaciones más notables de esta serranía son el Popocatépetl (5500 m), la Iztaccíhuatl (5220 m), el Tláloc (4120 m), el Telapón (4060 m) y el Yeloxóchitl (3900 m). El Popocatépetl, uno de los volcanes más activos del mundo, tras un letargo de actividad, ha vuelto a presentar fumarolas y exhalaciones de ceniza desde 1994, razón por la cual no está permitido su ascenso.

## Hidrología

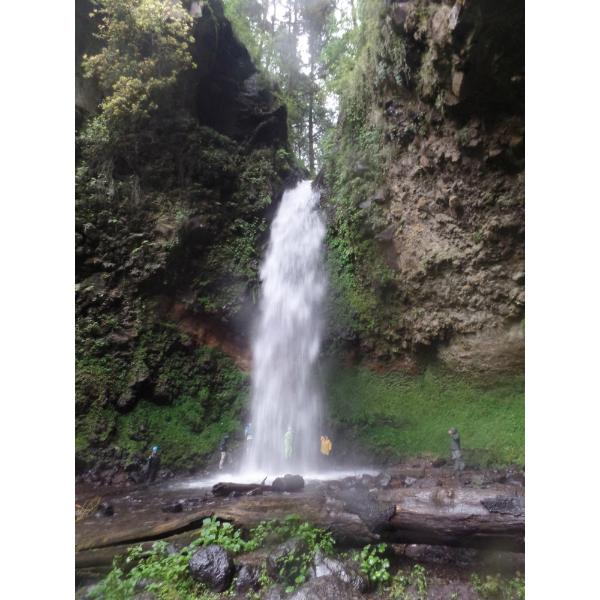
Cascada de El Salto, se forma con del deshielo de la nieve del Iztaccíhuatl.

Los recursos hídricos son originados principalmente por el deshielo de los glaciares y la precipitación pluvial abundante en la región (por arriba de los 1,000 milímetros anuales). Una gran parte de esa agua se filtra por las arenas volcánicas para alimentar los acuíferos subterráneos, mientras que otra se convierte en corrientes superficiales permanentes o intermitentes; estas últimas son innumerables durante la época de lluvias. 
La Sierra Nevada es el parteaguas que divide las aguas tributarias de dos de las más importantes cuencas hidrológicas del país de forma contra intuitiva:  
- la del Estado de México del Océano Atlántico (Golfo de México) y
- la del río Balsas (Tlaxcala, Puebla y Morelos) de las aguas tributarias del Océano Pacífico.

La dinámica de los cauces, aunada al brusco relieve de la zona, ha dado pie a la formación de cañadas, barrancos y espectaculares caídas de agua que favorecen el aprovechamiento de energía hidráulica.

## Biodiversidad
México, país megadiverso, ha definido una estrategia para conservar su biodiversidad a través de la delimitación de regiones prioritarias para la conservación, y la Sierra Nevada es una de ellas.
De acuerdo al Sistema Nacional de Información sobre Biodiversidad de la Comisión Nacional para el Conocimiento y Uso de la Biodiversidad (CONABIO) en el Parque Nacional Iztaccíhuatl-Popocatépetl habitan más de 1,645 especies de plantas y animales de las cuales 59 se encuentra dentro de alguna categoría de riesgo de la Norma Oficial Mexicana NOM-059  y 53 son exóticas,
La riqueza biológica de la Sierra Nevada se atribuye a su ubicación en el Eje Volcánico Transversal, que es la zona de contacto entre dos regiones biogeográficas, la neártica y la neotropical, donde se mezclan faunas y floras con diferentes historias evolutivas; al origen geológico, a la orografía, a los suelos y al clima, que en conjunto hacen posible la existencia de una gran diversidad de ecosistemas que van de los bosques mixtos de pino, oyamel, encino y alnus, a la pradera alpina (poco común en México), además de contar con glaciares. 
La mayor biodiversidad se encuentra entre los 2,500 y 3,500 m s. n. m. y va disminuyendo con la altura. Hacia los 3,600 m s. n. m. se establece el bosque de Pinus hartwegii que en las partes bajas de su área de distribución forma rodales abiertos con árboles de entre 15 y 20 m de altura, asociados con zacatonal denso y leguminosas como Lupinus spp.; pero hacia los 4,000 m s. n. m., con frecuencia constituye un bosque achaparrado (de 5 a 8 m de alto) y más bien abierto, aunque algunos individuos aislados pueden encontrarse hasta los 4,200 m s. n. m., que es el límite altitudinal arbóreo en México. Hacia los 4,400 metros de altitud, la vegetación prácticamente desaparece para dar paso a las rocas y arenas volcánicas.

### Fauna
Estas montañas son hábitat de 50 especies de mamíferos entre los que se encuentran venados cola blanca, coyotes, linces, coatís, zorras grises, cacomixtles, tlacuaches, musarañas, murciélagos, comadrejas, tejones, conejos, ardillas, tuzas y una gran diversidad de ratones. Tres especies de mamíferos son endémicas y cinco se encuentran en alguna categoría de riesgo.
El conejo zacatuche o teporingo, por ser una especie endémica del Eje Volcánico Transversal y encontrarse en peligro de extinción, es la especie emblema del parque nacional.
La gran diversidad de aves, tanto las residentes como las que aquí encuentran una escala en sus rutas migratorias entre el Golfo de México y el Océano Pacífico, se manifiesta en las 163 especies reportadas: gavilanes, zopilotes, aguilillas, halcones, codornices, huilotas, tortolitas, tecolotes, vencejos, carpinteros, colibríes, alondras, golondrinas, urracas, jilgueros, mirlos, calandrias y gorriones, entre otras; razón por la cual es un Área de Importancia para la Conservación de la Aves según la CONABIO. Siete especies de aves son endémicas y 12 se encuentran en alguna categoría de riesgo.
En cuanto a los reptiles, representados por culebras y lagartijas se han reportado 10 especies, cuatro de ellas endémicas y seis en alguna categoría de riesgo.
Hay seis especies de anfibios reportadas (ranas y salamandras);  de las cuales 4 son endémicas y cinco se encuentran en alguna categoría de riesgo.

### Flora y hongos
El parque nacional es el remanente más importante de bosques de coníferas y praderas de alta montaña en el centro del país. Los bosques de coníferas son la vegetación dominante, seguidas por la pradera de alta montaña o pastizal alpino, vegetación herbácea de no más de 50 cm de altura que colinda con las nieves perpetuas.
Entre los 3,500 y 4,200 m s. n. m. se encuentra un tipo de bosque de pinares abiertos, con abundantes gramíneas amacolladas; en este bosque predomina una sola especie de pino, el Pinus hartwegiip, que se mezcla con abetos y ailes en las altitudes más bajas. 
En los volcanes, el pino hartewgii llega a las mayores altitudes registradas para un pino en el mundo, por lo que comúnmente se le conoce como pino de las alturas.
La riqueza florística, con 168 especies de flora registradas aunado a la antiquísima historia de ocupación humana de esta región han permitido que se desarrolle una fuerte tradición de uso y aprovechamiento de plantas útiles, comestibles y medicinales que se aprecia en todas las comunidades volcaneras.
En estos bosques, durante la temporada de lluvias, crece una gran diversidad de hongos (74 especies registradas). Los más conocidos son: 
xochilillos, sanjuaneros, membrillos, 
paragüitas, xoletes, xocoyoles, 
olotitos o mazorquitas, panzas, chilpanes, 
totopicles, cornetas, yemas, 
escobetas, mazayeles, venados, 
tuzas, enchilados, cazahuates, 
juandieguitos, duraznos, colorados y huitlacoche. 
La recolección de estos organismos se ha practicado desde tiempo inmemorial para el autoconsumo; sin embargo, su demanda con fines comerciales ha ido en rápido aumento, provocando su sobreexplotación y poniendo a algunas especies bajo alguna categoría de riesgo.
Cinco especies están amenazadas: 
- el elote, olote,

colmena, morilla, 
pancita, mazorca, 
mazorquita (Morchella esculenta); 
- el mazayel, champiñón grande, champiñón de bosque (Agaricus augustus);
- el tecomate (Amanita muscaria);
- Psilocybe aztecorum; y
- la cemita, pancita azul, galambo bueno, selpanza (Boletus edulis).

Mientras que el rebozuelo (Cantharellus cibarius) ya se encuentra protegido.

## Cultura

### Paisaje

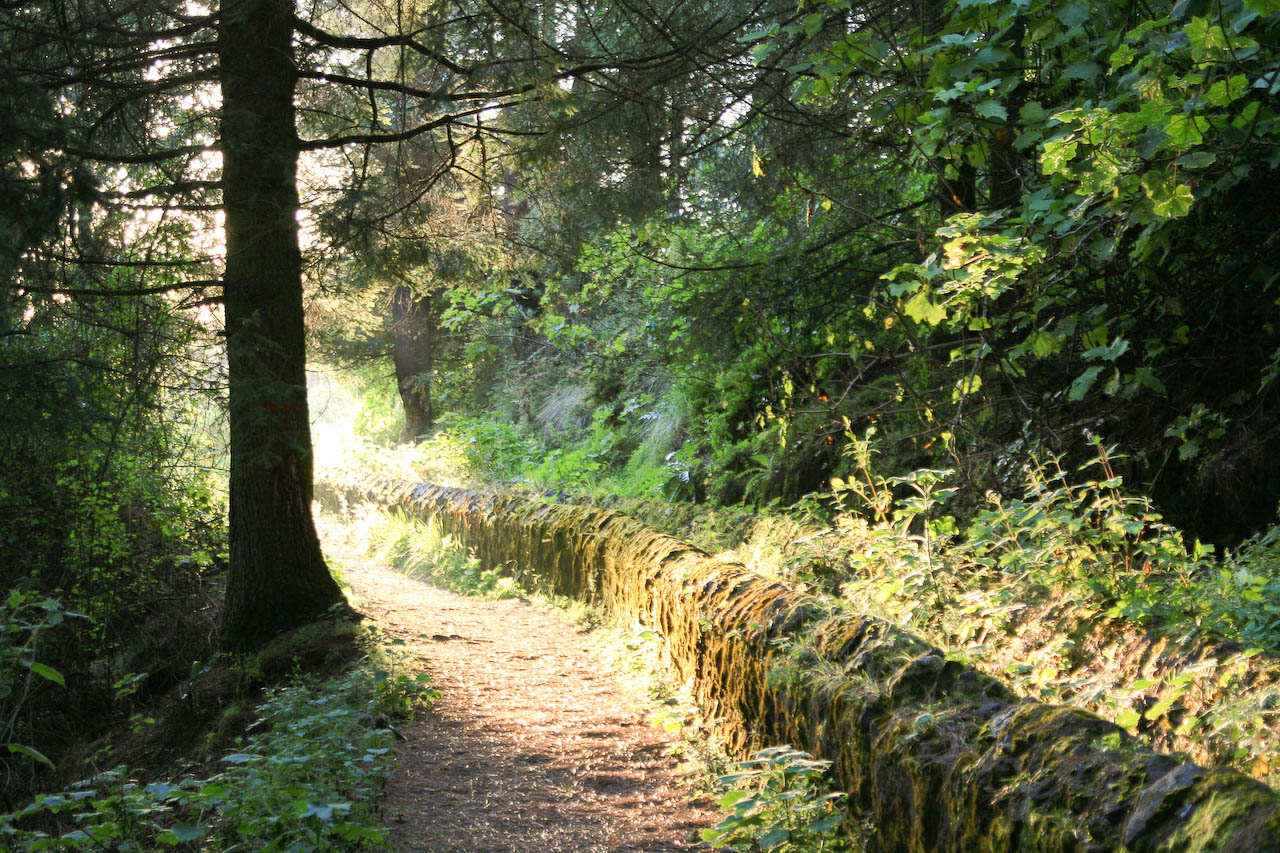
Sendero hacia el Iztaccíhuatl.

Movimientos tectónicos y múltiples erupciones volcánicas diseñaron, a lo largo de millones de años, las siluetas del Popocatépetl y la Iztaccíhuatl. Tan importantes y necesarios desde el punto de vista ecológico, como emblemáticos y arraigados a la cultura mexicana.
Un paisaje siempre nevado y majestuoso semeja el contorno de una mujer dormida bajo el sol que tiene a su lado la imponente figura de un simétrico volcán. Vistos así, los volcanes son la representación de un hombre y una mujer cuya leyenda de amor infortunado está totalmente enraizada en el imaginario popular mexicano.
La belleza de estos dos gigantes tiene un atractivo tan singular que siempre han sido una fuente de inspiración artística; innumerables poetas, pintores, fotógrafos, músicos, artesanos o escritores los han tomado como modelos para plasmar su arte. Quizá no haya en la cultura mexicana otro paisaje más representado que éste.
La excepcionalidad de su belleza, la espectacularidad de sus vistas, la grandiosidad de su paisaje, son parte de los atributos que se consideraron para declarar a esta rica región como uno de los primeros parques nacionales de México.

### Mitología
Los antiguos mexicanos veneraban a estos volcanes como auténticas deidades. La cosmovisión indígena estableció una relación sagrada con la naturaleza donde los cerros, las montañas y los volcanes representaban a los tlaloques, considerados los creadores de las nubes, las lluvias, el granizo y el rayo, y servidores de Tláloc, dios de la lluvia, de los cerros, de la tierra y de los fenómenos meteorológicos que hacen posible el crecimiento de las plantas, de las cosechas y de los animales. En el siglo XVI, los cronistas españoles fray Diego Durán y fray Bernardino de Sahagún dejaron testimonio de las grandes festividades que se hacían en honor a estos cerros y el culto que se les profesaba. Se ha registrado una veintena de sitios arqueológicos dentro de estas montañas; la gran mayoría de ellos eran adoratorios dedicados a Tláloc. Actualmente, los especialistas que saben manipular los fenómenos atmosféricos continúan con esa tradición ancestral de rendir culto a estas montañas y ascender a ellas para pedir la lluvia que hará crecer las cosechas, o agradecer el temporal cuando ha terminado.

## Turismo
El parque es un sitio ideal para los amantes de la naturaleza. Los alpinistas, con la preparación necesaria, pueden ascender a la cumbre de la Iztaccíhuatl, mientras que los visitantes no especializados pueden hacer caminata de media montaña o practicar el senderismo, el ciclismo de montaña, acampar o disfrutar de un día de campo en compañía de la familia o los amigos.
En días claros, desde Paso de Cortés se puede observar, en el oriente, el Pico de Orizaba, la Malinche y los valles de Puebla y Tlaxcala; y en el poniente, el Nevado de Toluca, la Sierra de las Cruces y la gran cuenca de México.
Gozar de los hermosos paisajes que ofrece el parque nacional y disfrutar del aire limpio y frío de la montaña vivifica el cuerpo y enriquece el espíritu.